# Etxabarri Urtupiña
Pour les articles homonymes, voir Etxabarri.
Etxabarri Urtupiña en basque ou Echávarri-Urtupiña en espagnol, est une commune ou contrée de la municipalité de Barrundia dans la province d'Alava dans la Communauté autonome basque (Espagne).